# Storjuvtinden
Storjuvtinden es una montaña en Noruega. Se encuentra cerca de Galdhøpiggen que es la montaña más alta en ese país. Está situado en un macizo entre los valles de Leirdalen y Visdalen.
La montaña es accesible desde Geitsætri en Leirdalen sin una travesía glaciar.
Es la décima segunda montaña más alta de Noruega, con respecto a un factor primario de 50 metros.